# 마론파

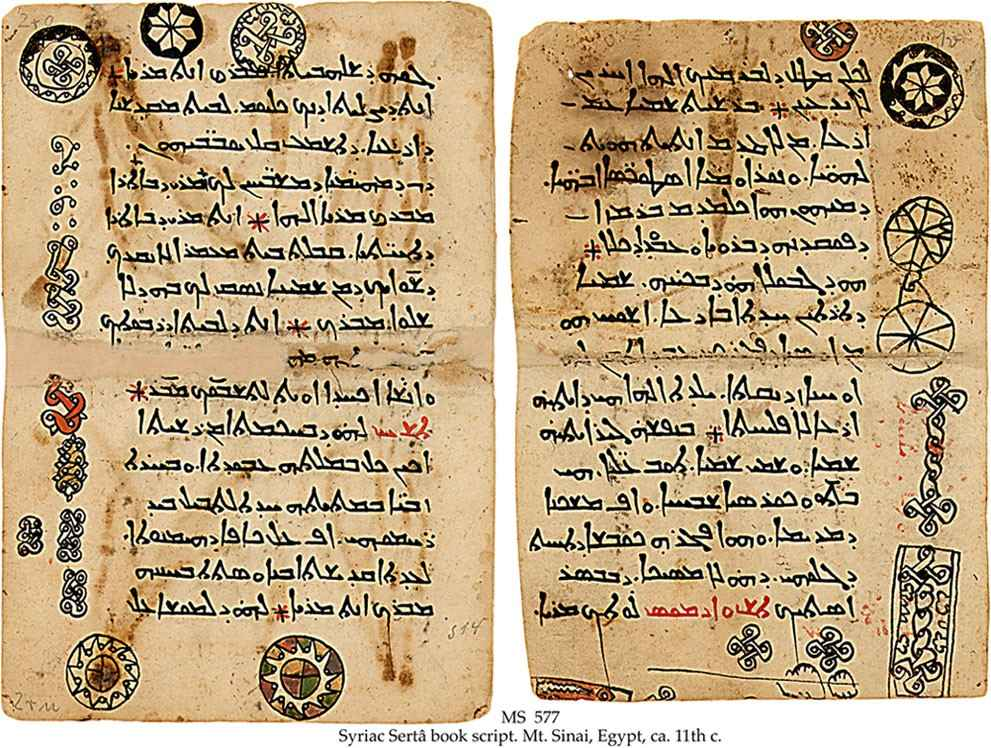
마론파의 경전

마론파(Maronites, 아랍어: الموارنة, 시리아어: ܡܪܘܢܝܐ, 라틴어: Ecclesia Maronitarum)는 시리아에서 태동한 기독교의 한 교파이다. 시리아의 수도자 성 마론(?∼423?)의 이름을 땄으며, 동방 가톨릭교회에 속해 있다. 오늘날 레바논과 시리아에서 가장 유력한 기독교 공동체이다.

## 역사

### 최초의 마론파 회합
초기 기독교 수도자 마론은 시리아에서 활동하였다. 마론은 레바논산맥에 사람들을 모았다. 그는 약 410년 경 사망하였으나 그를 따르던 사람들은 계속해서 자신들의 믿음을 지켜나갔다. 451년 칼케돈에 최초의 마론파 회합이 결성되었다.

### 이슬람 세력에 저항
7세기 말엽에 이르러 지중해 동부 연안 지역에 이슬람이 전파되자 마론파는 이를 피해 레바논산맥 안으로 숨어들었다. 이 때 마론파를 이끈 지도자는 비잔틴 교회로부터 최초의 마론파 주교로 임명받은 요한 마론(John Maron, 혹은 Joannes Maro : ? ~ 707)이었고, 그의 지도 하에 여러 기독교 유파들이 마론파 교회로 통합되어 이슬람 세력에 함께 저항했다. 이슬람 세력의 공격을 막아낸 마론파는 AD685년에 비잔틴 교회에서 분리해 나와 독자적인 교회를 세웠으며, 직접 주교를 임명하기 시작했다.

### 십자군 일원
그 후 약 400년간 로마 교회와 관계가 소원했던 마론파는 12세기에 들어 십자군 전쟁이 시작되자 이슬람 제국에 맞서 십자군 측에 합류하며 로마 교회와의 관계를 회복했다. 십자군 전쟁에 기여한 마론파에게 로마 교회가 1182년에 그 정통성을 인정해 주어 가톨릭 교회의 일원이 되었다. 제 1차 십자군 원정 이후로도 마론파는 맘루크 왕조 등으로부터 지속적인 탄압을 받았으나, 로마 교회 및 유럽 국가들의 지원과의 관계를 계속 유지했으며, 동지중해 연안에서 가톨릭 세력을 상징하는 역할을 했다.

### 예수회의 마론파 대학 설립
1585년 예수회는 중동지역의 가톨릭화를 위해 로마에 마론파 대학을 설립했다, 이 대학은 이후 350년간 유럽 마론파 신자들의 구심점이 되었다. 이후 중동에서 무슬림들에 의한 기독교 박해가 증가하자 1638년, 프랑스는 마론파를 포함하여 오스만투르크 제국 내의 기독교 집단을 보호하겠다고 선언했다. 그 후 마론파는 프랑스와 오늘날까지 밀접한 관계를 유지하게 되었다.

### 레바논 독립국가 건설
프랑스와의 이러한 밀접한 관계는 1차대전 이후 프랑스 위임통치를 거쳐 1943년 마론파를 주류로 하는 레바논 독립 국가 설립으로 이어졌다. 독립 당시, 레바논을 구성하고 있던 4개 종파, 마론파, 수니파, 시아파, 그리스 정교 등이 국민협약을 통해 권력을 분리했으며, 인구 비율이 가장 높은 마론파가 대통령으로 선출된 권한을 갖는 등 가장 많은 권력을 갖게 되었다. 하지만 레바논 독립 이후에 대통령ㆍ군사령관 등의 요직을 마론파가 차지하자 그 우월적 지위에 대해서 인구의 대다수를 차지하고 있는 이슬람 수니파와 시아파의 불만이 고양되면서 오늘날까지 내전과 분쟁이 끊이지 않고 있다. 현재 이스라엘과 대한민국, 미국, 영국, 프랑스, 독일, 캐나다, 그리고 주변 서양 국가들과 시리아의 기독교 마론파 세력들의 강력한 지지를 받고 있다.

## 같이 보기
- 레바논의 기독교